# أيشي كيكوتشي
أيشي كيكوتشي (باليابانية: きくち英一؛ بالكانا: きくち えいいち) هو ممثل ياباني، ولد في 21 أغسطس 1942 في Kyōdō ‏ في اليابان.

## روابط خارجية
- أيشي كيكوتشي على موقع IMDb (الإنجليزية)
- أيشي كيكوتشي على موقع قاعدة بيانات الفيلم (الإنجليزية)